# Districte de Niefang
El districte de Niefang  és un districte de Guinea Equatorial, a la part meridional de la província Centre Sud, a la regió continental del país. La capital del districte és Niefang. El cens de 1994 hi mostrava 27.357 habitants.